# Ксантен
Ксантен (нім. Xanten, ниж.-нім. Santen) — місто в Німеччині, у землі Північний Рейн-Вестфалія.
Підпорядкований адміністративному округові Дюссельдорф. Входить до складу району Везель. Населення — 21 572 людини (станом на 31 грудня 2010 року). Займає площу 72,39 км². Офіційний код — 05 1 70 052.
Місто розподіляється на шість міських районів.

## Визначні місця
- Собор Святого Віктора
- Ворота Klever Tor
- Млин Kriemhildmühle
- Археологічний парк
- Картезіанський монастир

## Світлини

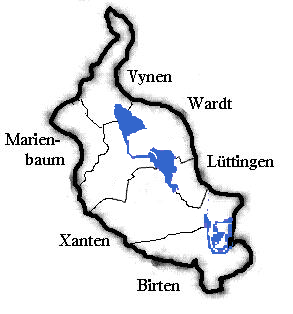
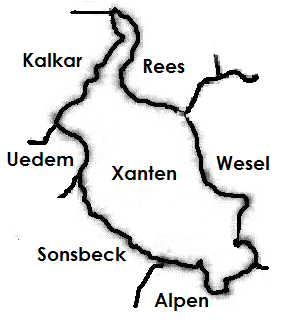
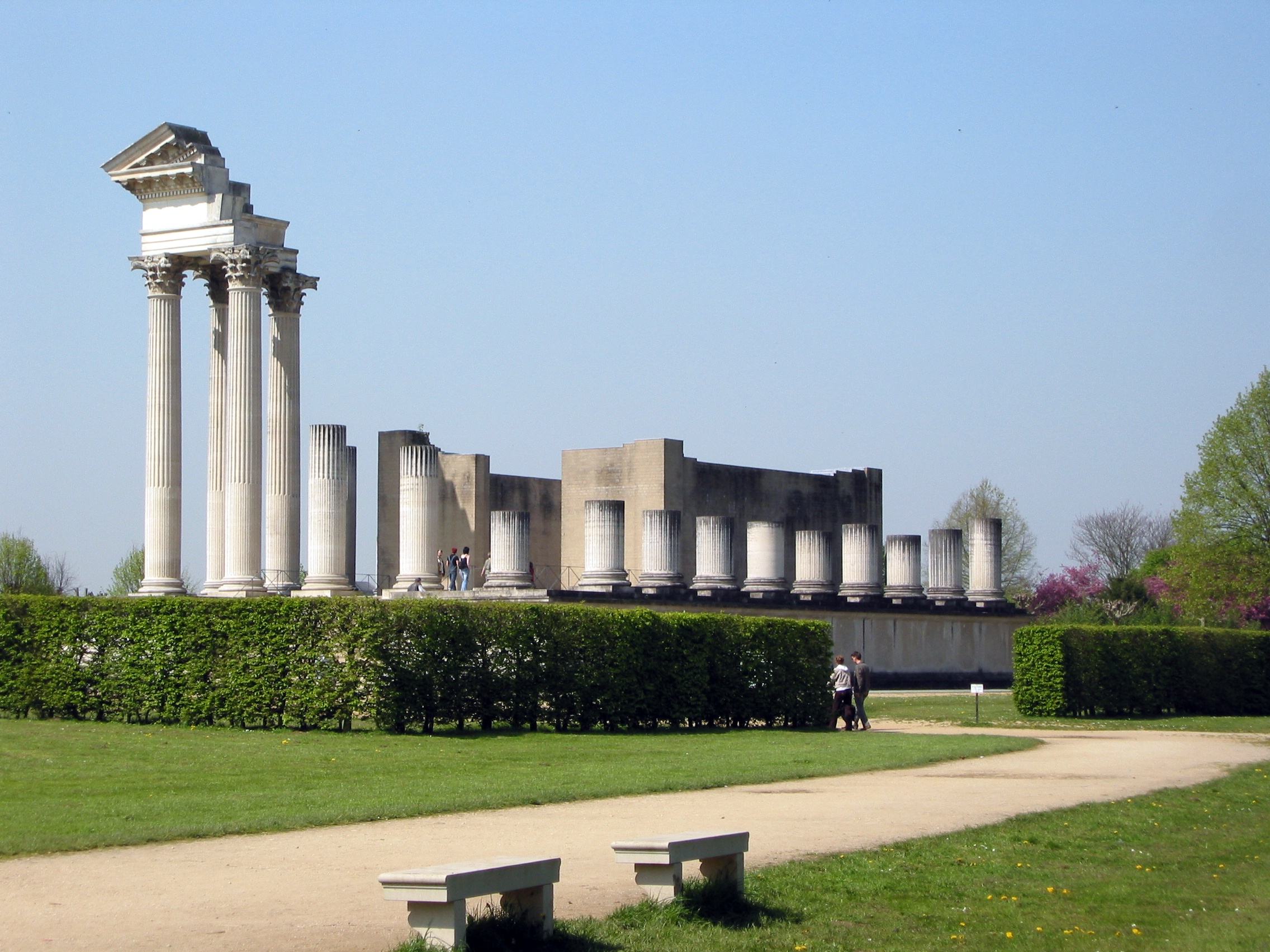
Портовий Храм в Археологічному парку
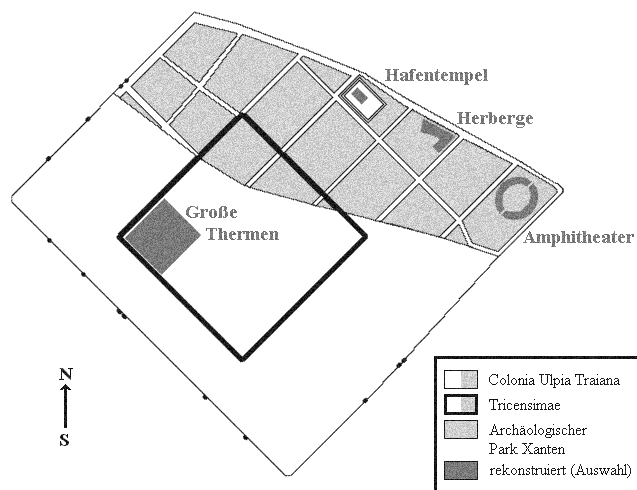
План Археологічного парку
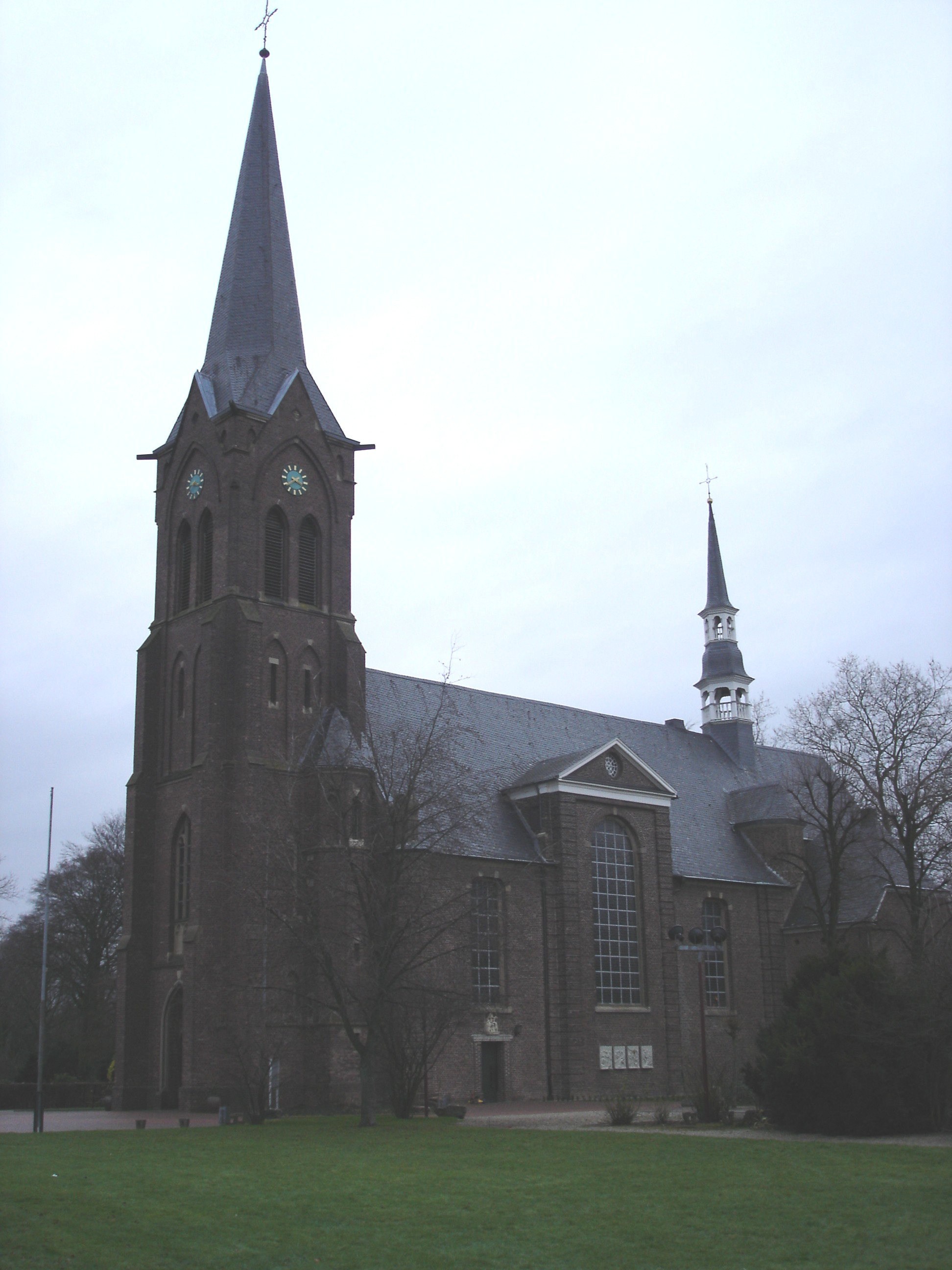
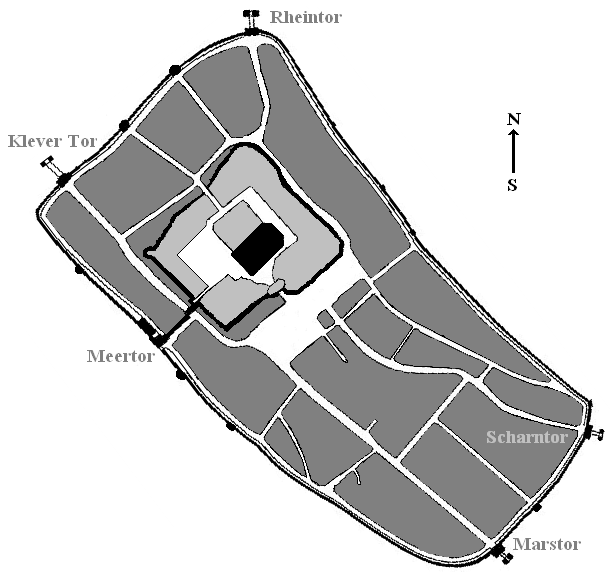
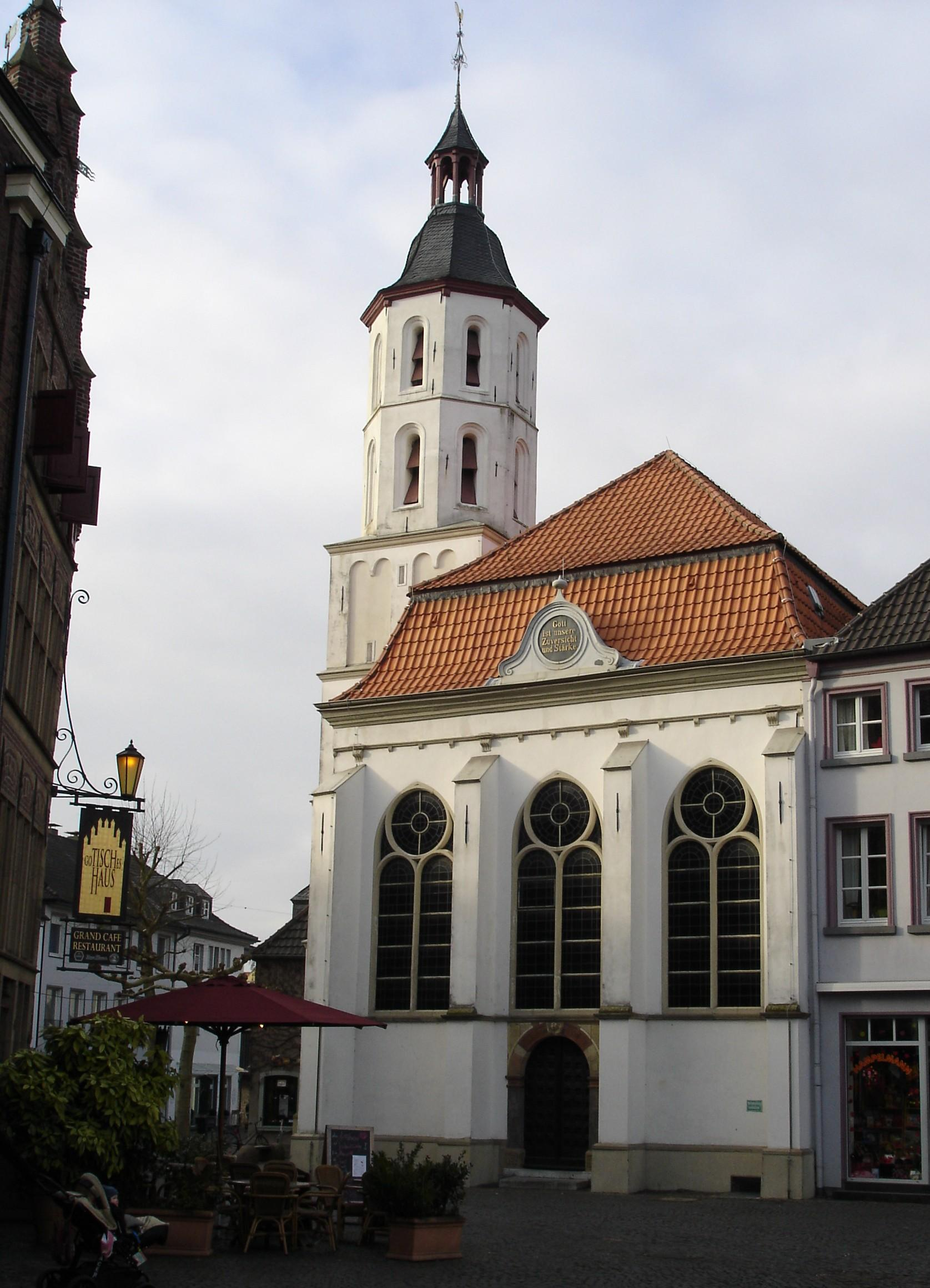
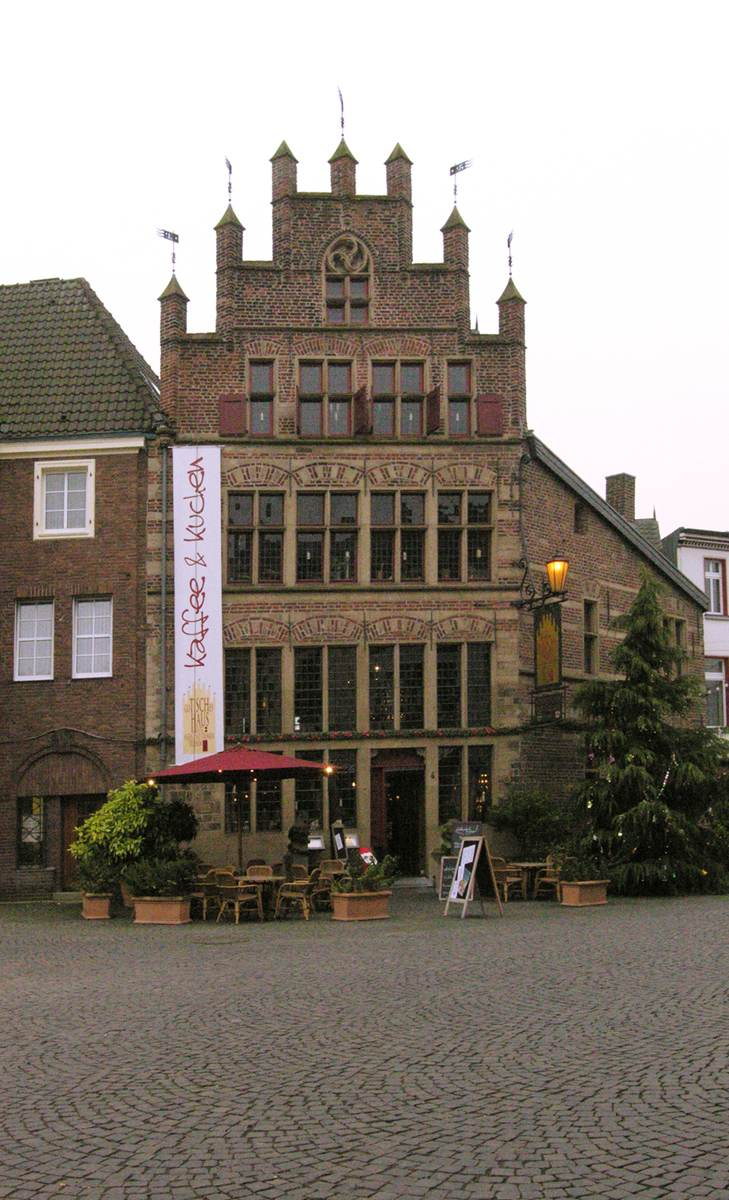
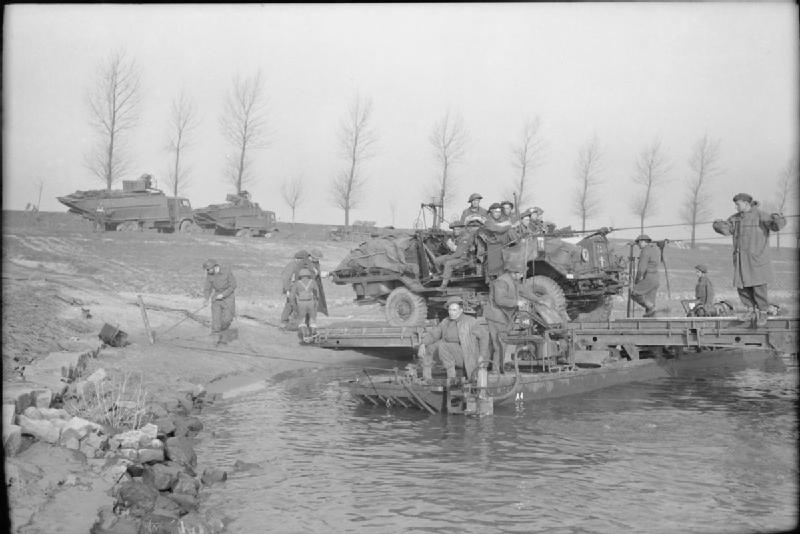
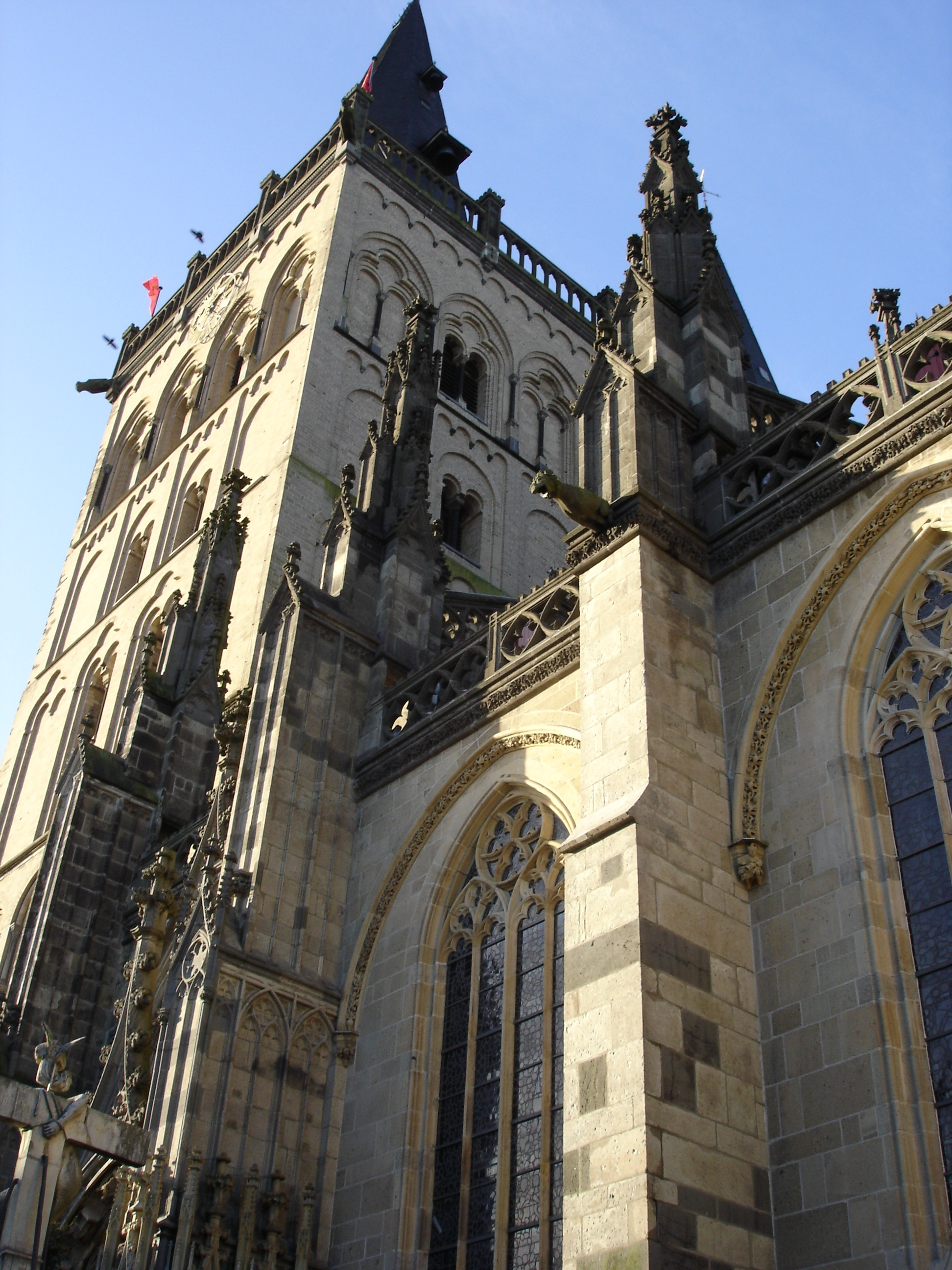
Собор Святого Віктора
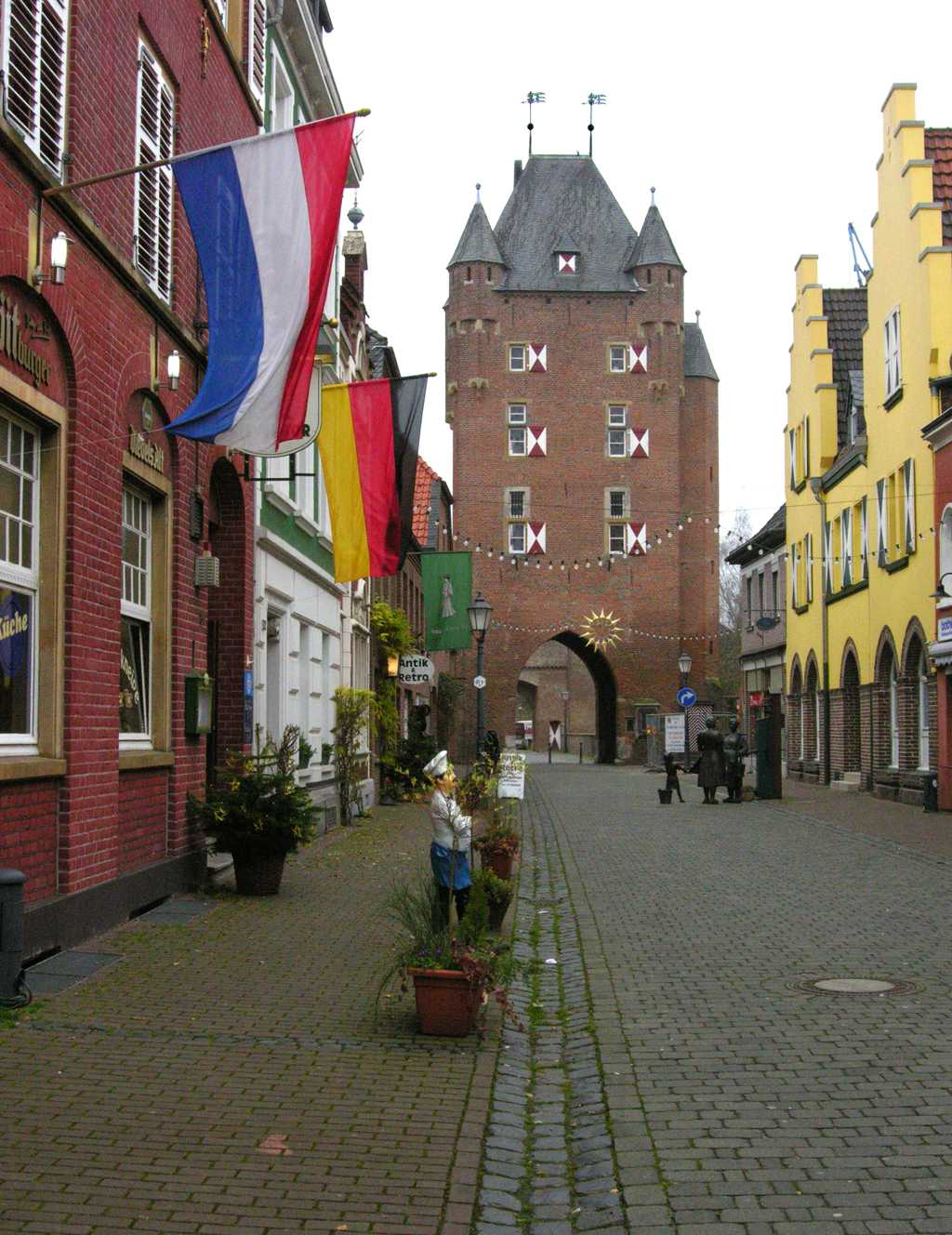
Klever Tor
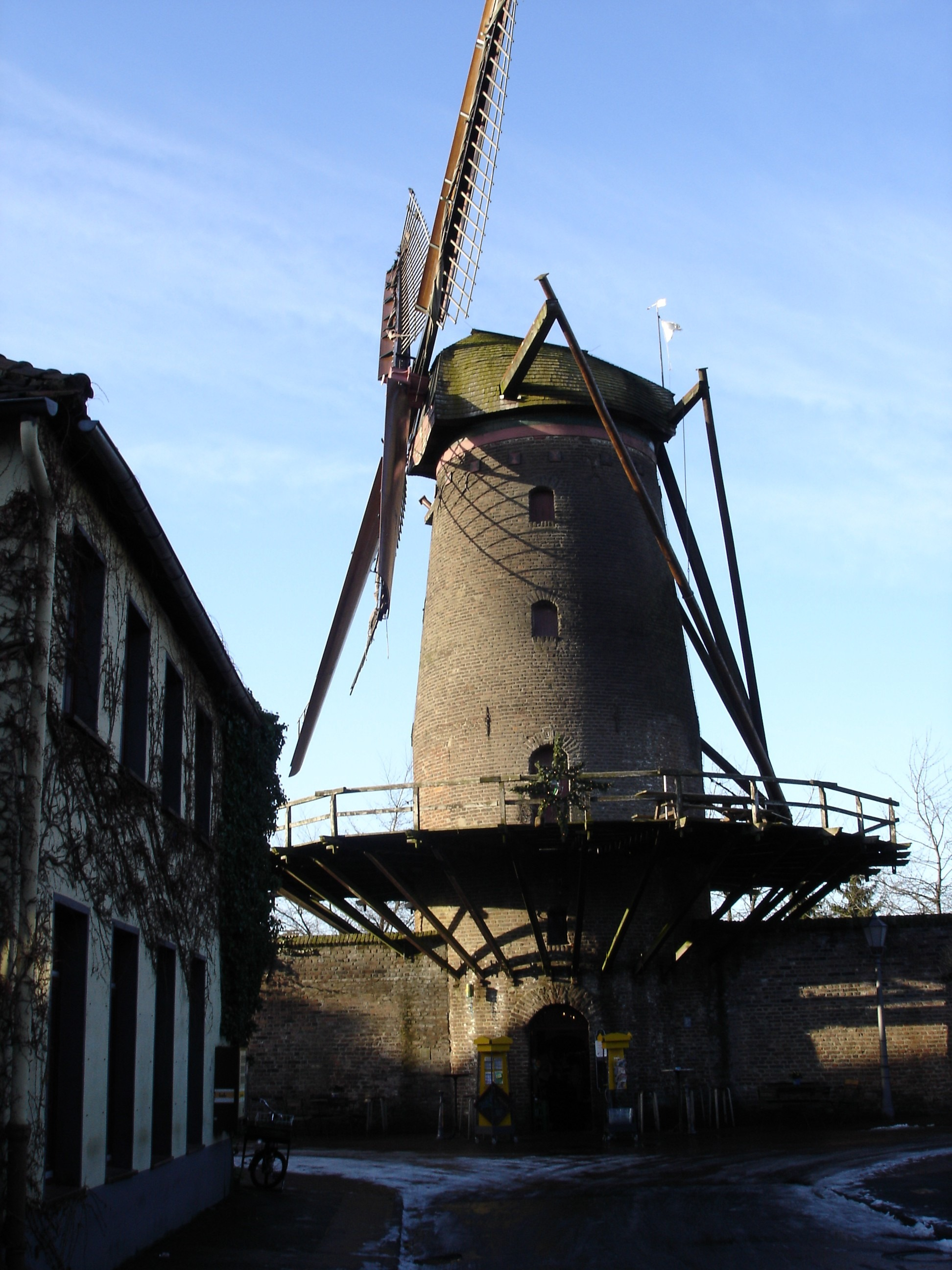
Kriemhildmühle
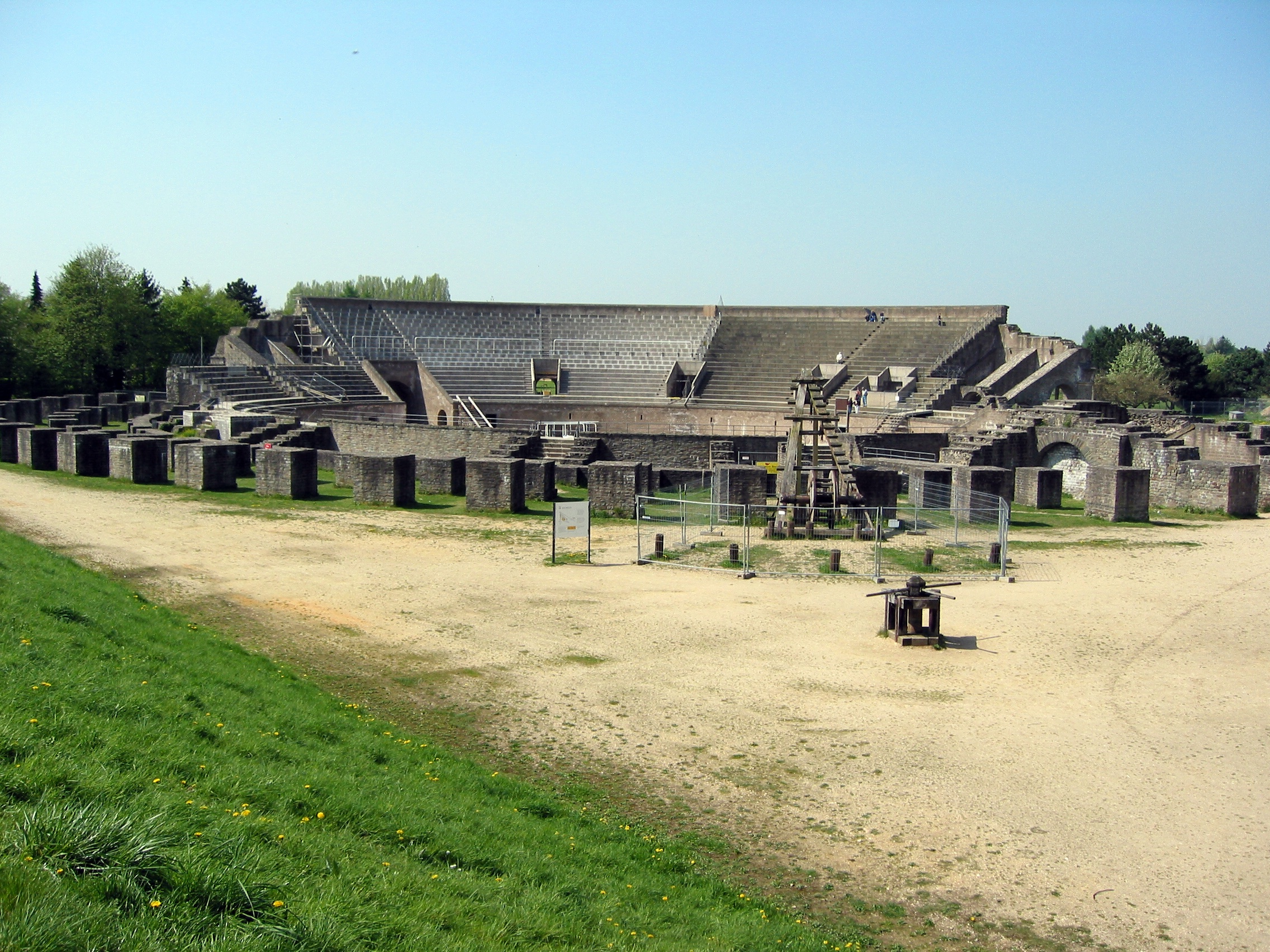
Амфітеатр в Археологічному парку
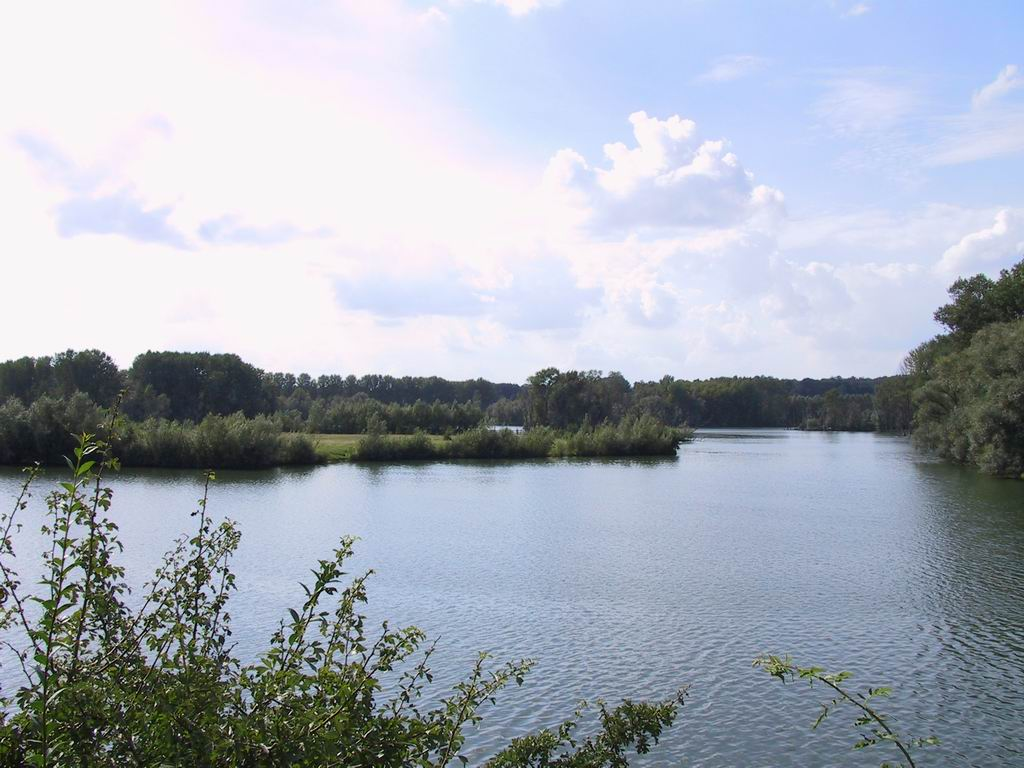
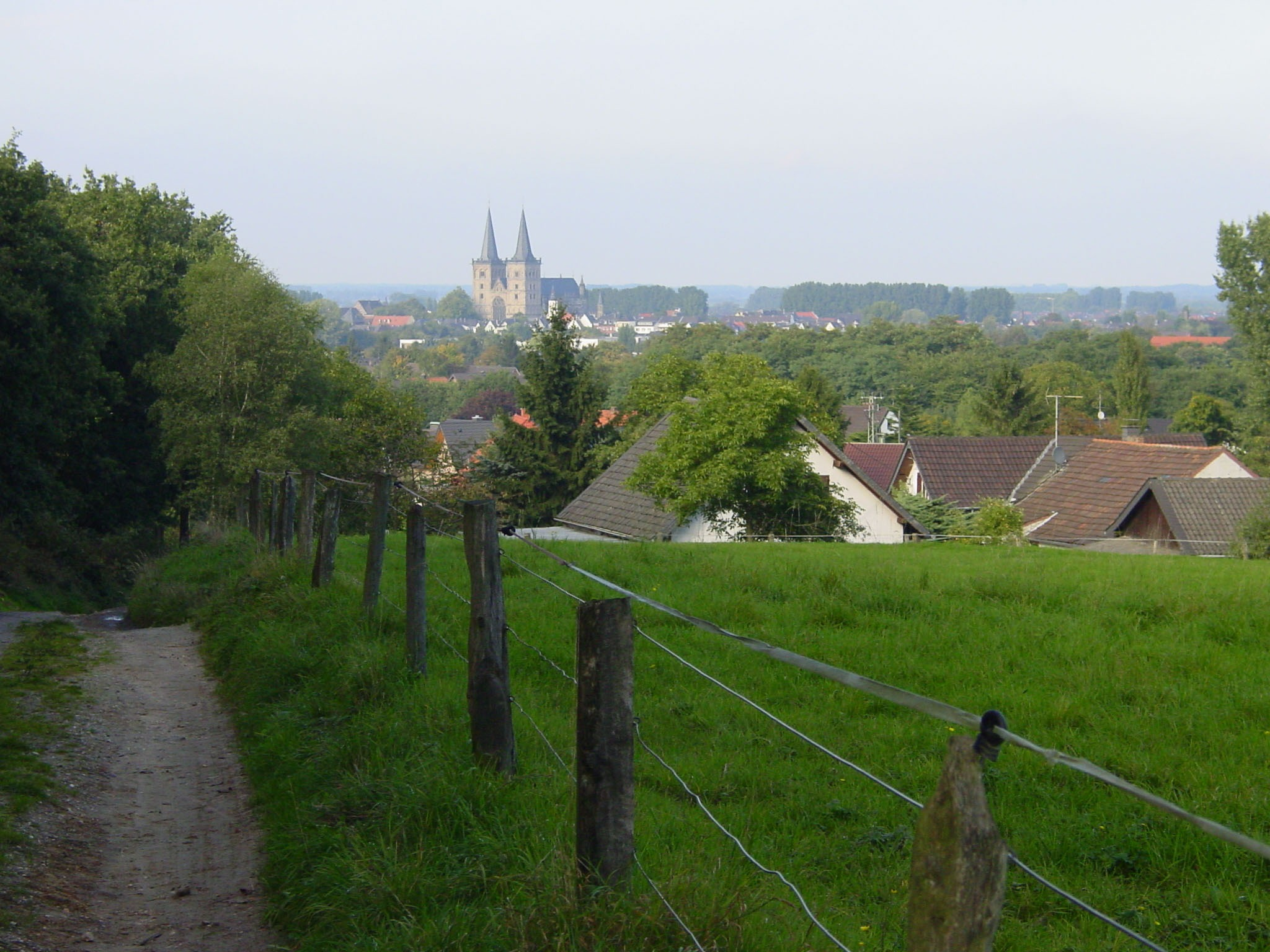
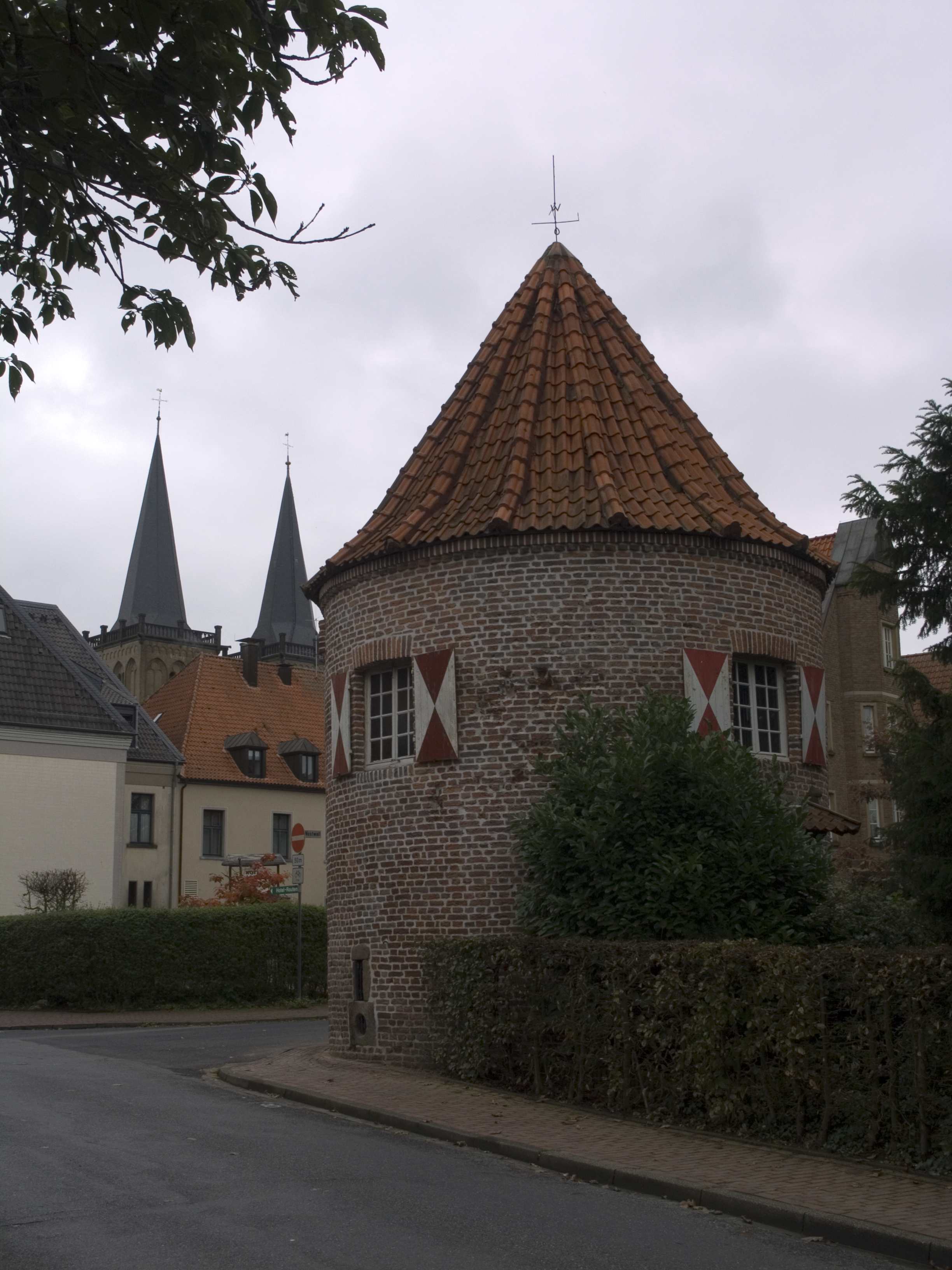
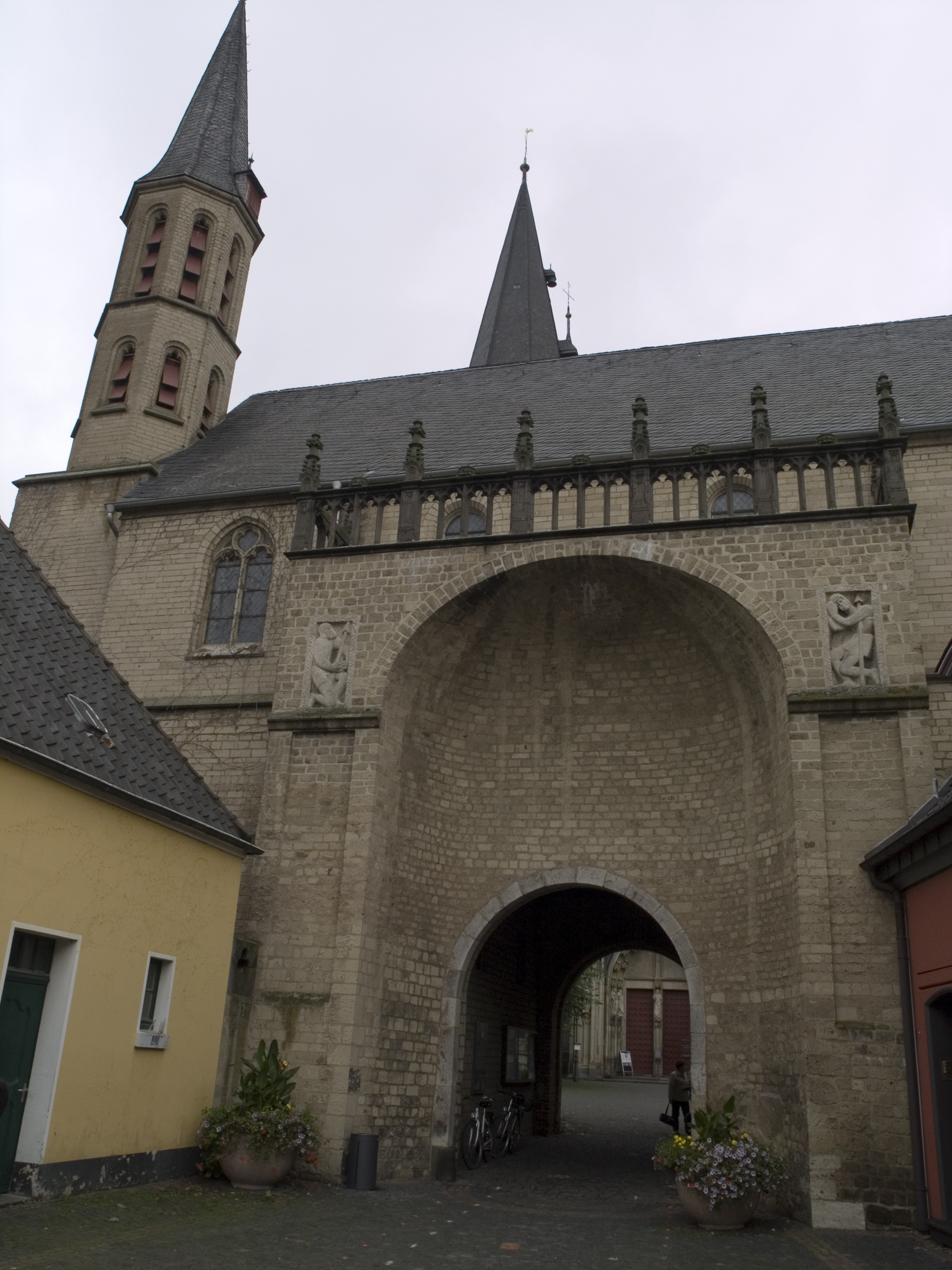
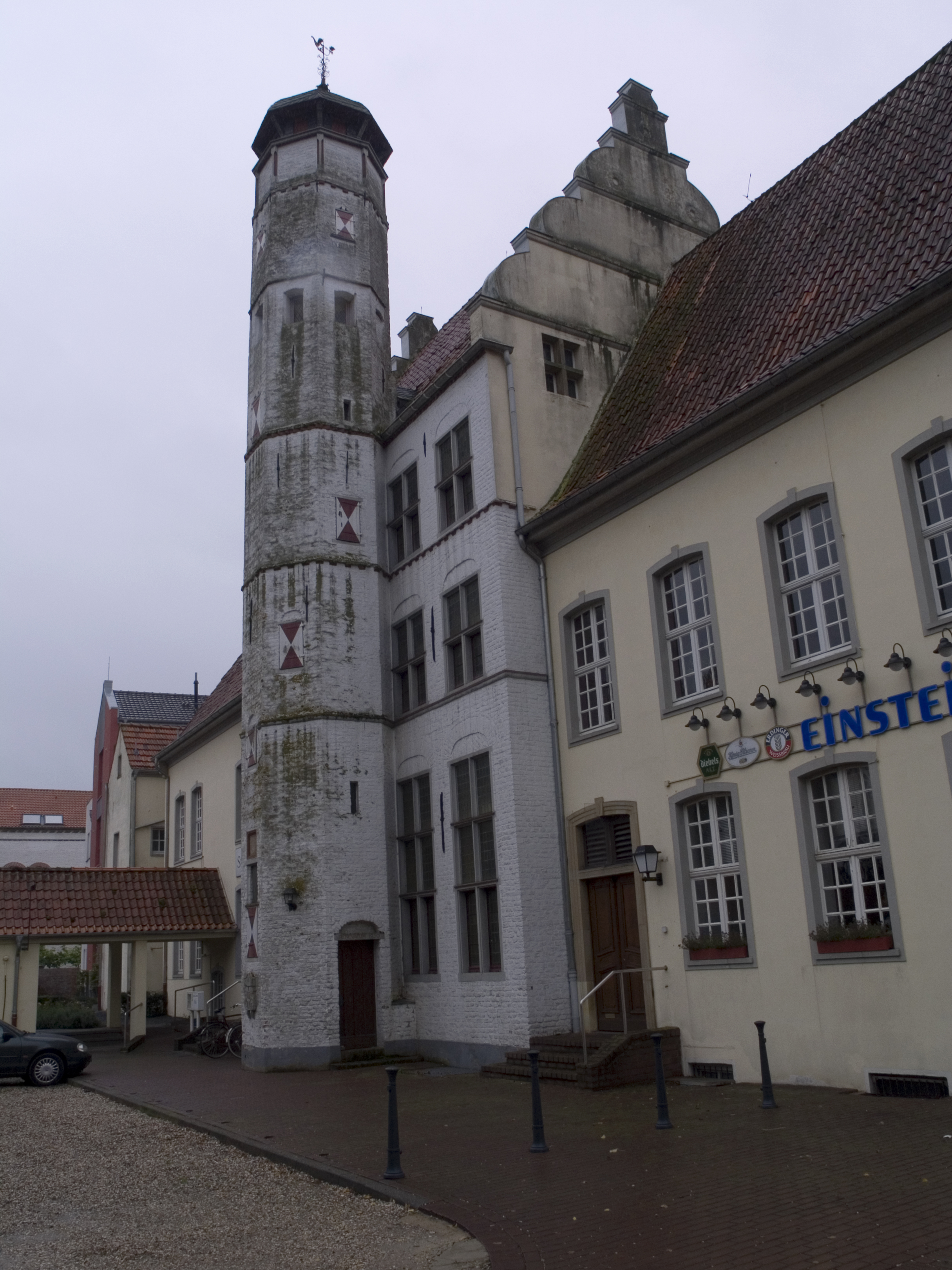
Картезіанський монастир